# قانون جابجایی وین

تابش جسم سیاه به عنوان تابعی از طول موج برای دماهای مختلف. هر منحنی دما در طول موج متفاوتی به اوج می‌رسد و قانون وین تغییر آن قله را توصیف می‌کند.

قانون جابجایی وین (به انگلیسی: Wien's displacement law) رابطهٔ بین طول‌موج بیشینه (λpeak) با دمای جسم (T) در تابش جسم سیاه را با دمای جسم (T) را نشان می‌دهد.
آزمایش‌ها نشان می‌دهد که میان طول‌موج λpeak (برحسب متر) و دمای جسم (T برحسب کلوین) رابطهٔ زیر برقرار است.
{\displaystyle T\times \lambda _{peak}=b}
که در آن T دمای مطلق و b یک ثابت تناسب به نام ثابت جابجایی وین، برابر با ۲٫۸۹۷۷۷۲۱(۲۶)×۱۰−۳ m K, یا {\textstyle b\approx 2898\mu m.K} است.
واژهٔ جابجایی در این قانون بیانگر جابه‌جا شدن بیشینهٔ تابش با تغییر دمای جسم سیاه است که با افزایش دما، این بیشینه به سمت طول موج‌های کوچکتر جابه‌جا می‌شود.
این قانون توسط ویلهلم وین کشف شد.

## مثال‌ها
- با استفاده از قانون جابجایی وین می‌توان دمای سطح ستاره‌ها را تخمین زد. با برجسته بودن دو ستاره در صورت فلکی شکارچی، می‌توان به راحتی تفاوت رنگ بین پای‌شکارچی آبی-سفید (T = ۱۲۱۰۰ K) و بشَن قرمز (T ≈ ۳۳۰۰ K) را درک کرد.
- برای مثال دمای بدن انسان ۳۷ درجه است. بیشینهٔ تابش بدن انسان با قراردادن دمای بدن به کلوین در رابطه بالا{\textstyle \lambda _{peak}={\tfrac {2.898\times 10^{-3}}{310}}=9.34\times 10^{-6}m} بنابراین طول‌موج بیشینه می‌شود:

{\displaystyle \lambda _{peak}=9.35\times 10^{-6}m}
یعنی حدود ۱۰ میکرومتر (میکرون). این طول موج در محدودهٔ فروسرخ قرار دارد که با دوربین فروسرخ و حسگرهای انواعی از مارها قابل آشکارسازی است.
- در مورد خورشید (دمای ۵۷۷۸ کلوین) این بیشینه در ناحیه سبز بینایی (۵۰۰ نانومتر) قرار دارد.[۳][۴] که با جایگذاری دما{\textstyle \lambda _{peak}\times 5778=2.898\times 10^{-3}m.K} خواهد شد:

{\displaystyle \lambda _{peak}=500nm}